# Peter J. Schoomaker

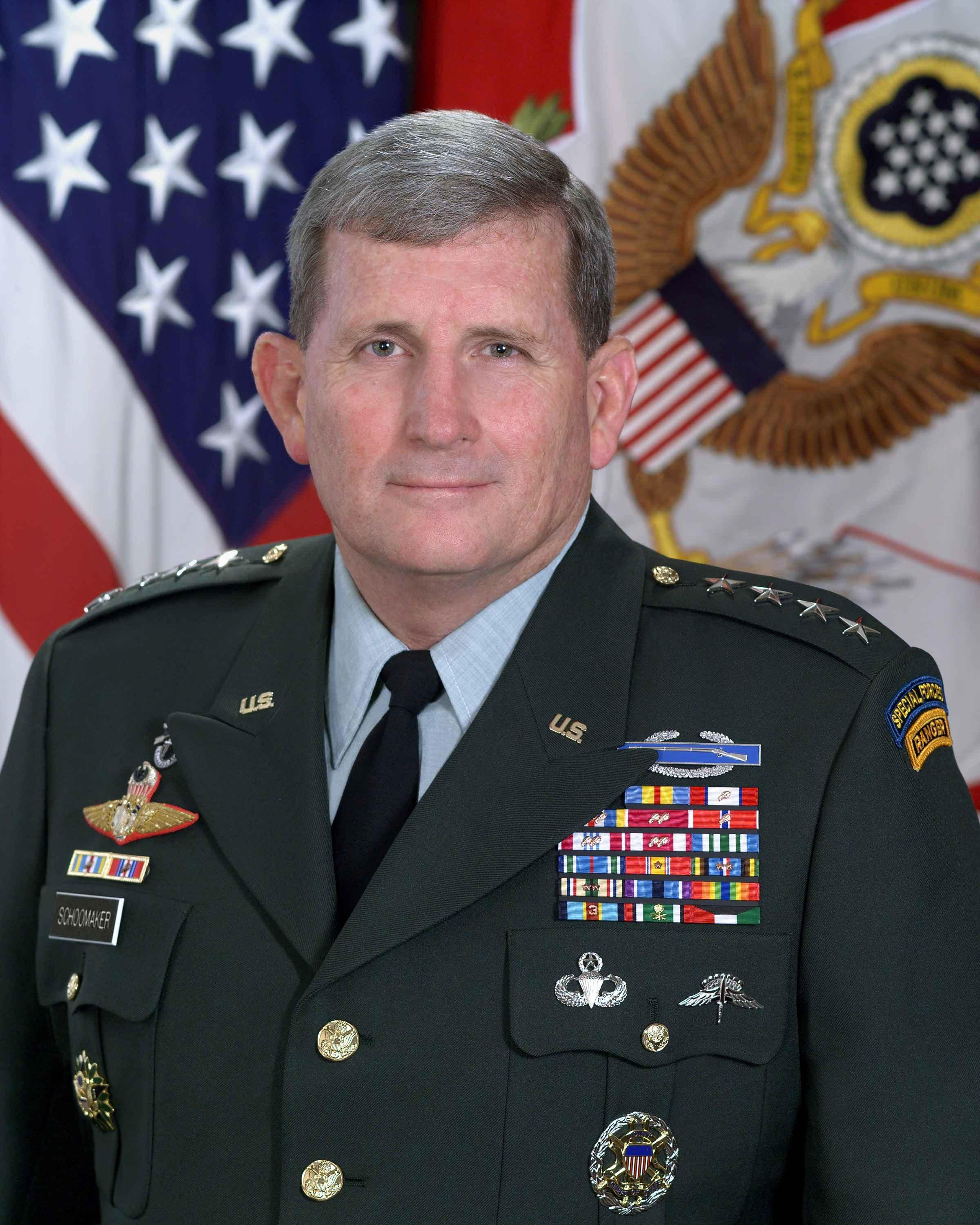
General Peter J. Schoomaker

Peter Jan Schoomaker (* 12. Februar 1946 in Detroit, Michigan) ist ein ehemaliger General der US Army und war von 2003 bis 2007 der 35. Chief of Staff of the Army (CSA). Seine Ernennung war ungewöhnlich, da er aus dem Ruhestand geholt wurde um den Posten anzutreten. Er hat über 30 Dienstjahre mit verschiedensten Verwendungen konventioneller Natur sowie Spezialeinheiten-Erfahrung hinter sich. Im April 2007 übergab er dann den Posten an General George W. Casey, Jr., den vormaligen Kommandeur der Multi-National Force Iraq.

## Militärische Laufbahn
Schoomaker schloss 1969 die University of Wyoming mit einem Bachelor of Science ab. Außerdem hat er einen Master of Arts in Management von der Central Michigan University und einen Ehrendoktorgrad in Recht des Hampden-Sydney College.
Er nahm an vielen Operationen teil, darunter: Eagle Claw im Iran, Urgent Fury in Grenada, Just Cause in Panama, Desert Shield/Desert Storm in Kuwait und dem Irak und Uphold Democracy auf Haiti.
Schoomakers Karriere begann als Zugführer eines Aufklärungs-Platoons. Später diente er als Kompaniechef einer Kompanie des 2. Bataillons der 4. US-Infanteriedivision in Fort Hood (Texas).

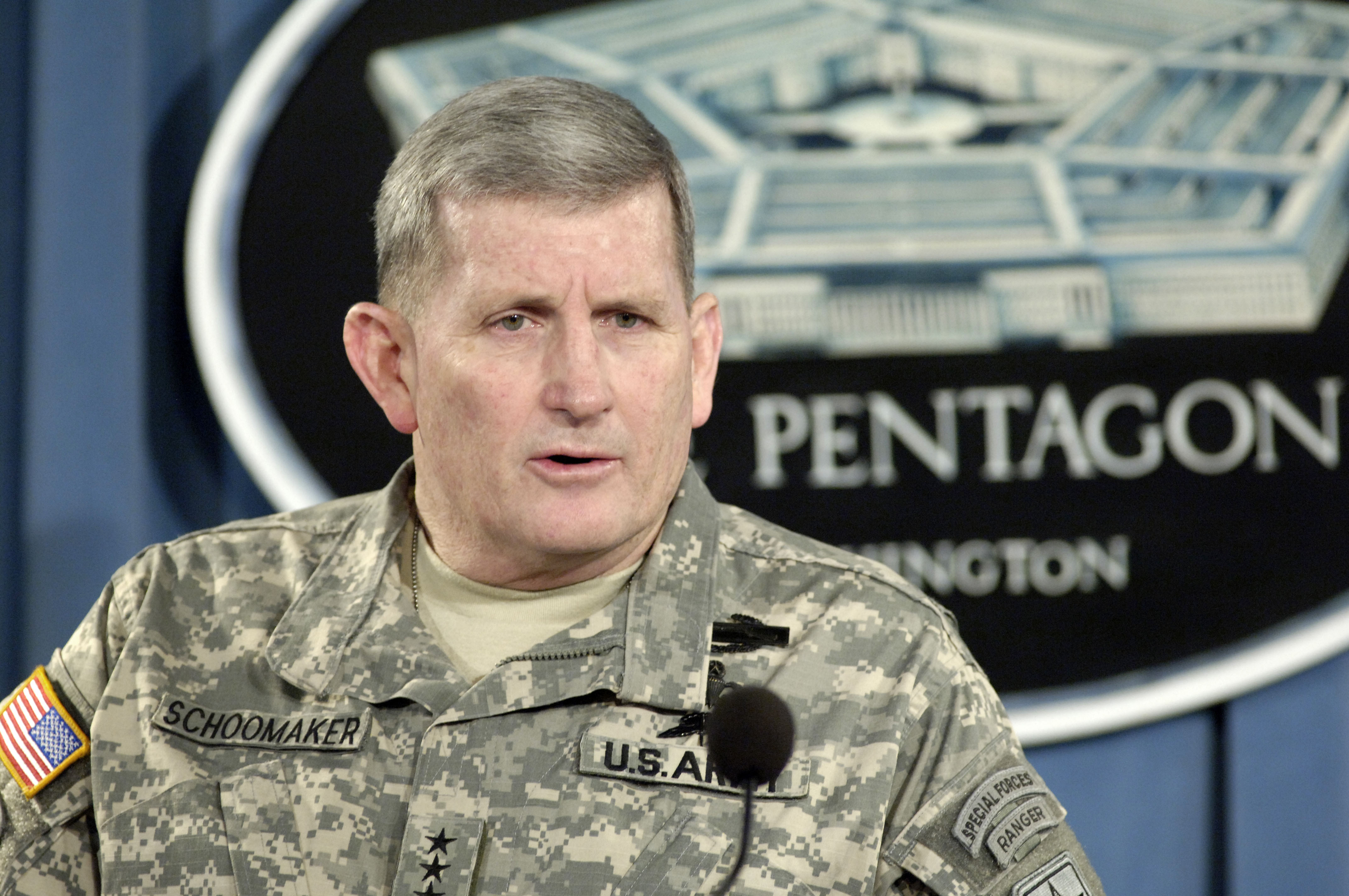
Schoomaker in einer Pressekonferenz, 2006.

Danach diente er in Südkorea als Operationsoffizier (S3) des 1. Bataillons, 73. US-Panzerregiment, 2. US-Infanteriedivision. Im Juli 1979 wurde er zum Major befördert und kommandierte von 1978 bis 1981 eine Staffel des 1st Special Forces Operational Detachment - Delta (Delta Force) in Fort Bragg, North Carolina. Nachdem er am Command and General Staff College in Fort Leavenworth, Kansas, studiert hatte, diente Schoomaker als Executive Officer (XO) der 2. Staffel, 2. gepanzertes Kavallerieregiment in Deutschland. Im August 1983 kehrte er nach Fort Bragg zurück, um als Operationsoffizier (J3) des US Joint Special Operations Command (JSOC) eingesetzt zu werden. 1985 zum Lieutenant Colonel befördert, kommandierte er von 1985 bis 1988 abermals eine Staffel der Delta Force. Nach einem weiteren Studium am National War College kehrte er zur Delta Force zurück, um sie von 1989 bis 1992 als Colonel (1990) zu kommandieren. Danach diente er als assistierender Divisionskommandeur der 1. US-Kavalleriedivision in Fort Hood, um danach in das Department of the Army versetzt zu werden und dort als stellvertretender Direktor für Operationen, Bereitschaft und Mobilisierung zu dienen.
Schoomaker wurde 1993 in den Rang eines Brigadier General befördert und diente von 1994 bis 1996 als Kommandierender General des US Joint Special Operations Command, wurde 1996 zum Major General befördert und kommandierte danach bis 1997 das US Army Special Operations Command in Fort Bragg. Von 1997 bis 2000 war die letzte Verwendung vor seiner ersten Pensionierung die des Kommandeurs des US Special Operations Command auf der MacDill Air Force Base in Florida. Am 1. August 2003, drei Jahre nach seiner Pensionierung, wurde er schließlich reaktiviert und zum 35. Chief of Staff of the Army ernannt.
Im Januar 2007 wurde bekannt, dass General George W. Casey, Jr., vormaliger Kommandeur der Multi-National Force Iraq, Schoomaker auf den Posten des Chief of Staff of the Army folgen sollte. Nach der Bestätigung durch das Armed Services Committee des US-Senats übergab er schließlich am 10. April 2007 den Posten an Casey und trat abermals in den Ruhestand.
Schoomaker ist verheiratet und hat zwei Töchter und einen Sohn.

## Auszeichnungen
Auswahl der Dekorationen, sortiert in Anlehnung der Order of Precedence of Military Awards:
- Defense Distinguished Service Medal (3 ×)
- Army Distinguished Service Medal (2 ×)
- Defense Superior Service Medal (4 ×)
- Legion of Merit (3 ×)
- Bronze Star (2 ×)
- Defense Meritorious Service Medal (3 ×)
- Meritorious Service Medal (3 ×)
- Joint Service Commendation Medal
- Joint Service Achievement Medal
- National Defense Service Medal (3 ×)
- Southwest Asia Service Medal (3 ×)
- Humanitarian Service Medal